# 珍奧斯汀少女日記
是一部2007年首映的英國文学人物傳記電影，改編自简·奧斯汀专家乔·亨特·斯宾塞的傳記《成为简·奥斯汀》 ，叙述英国19世纪文学家珍·奧斯汀的情史。
简·奥斯汀的文学作品深深影响了许多女性对于婚姻、爱情、家庭的观念，曾有些文学评论家称赞她是女版莎士比亚。但令人意外的是：简·奥斯汀终身未婚未育。

## 语录

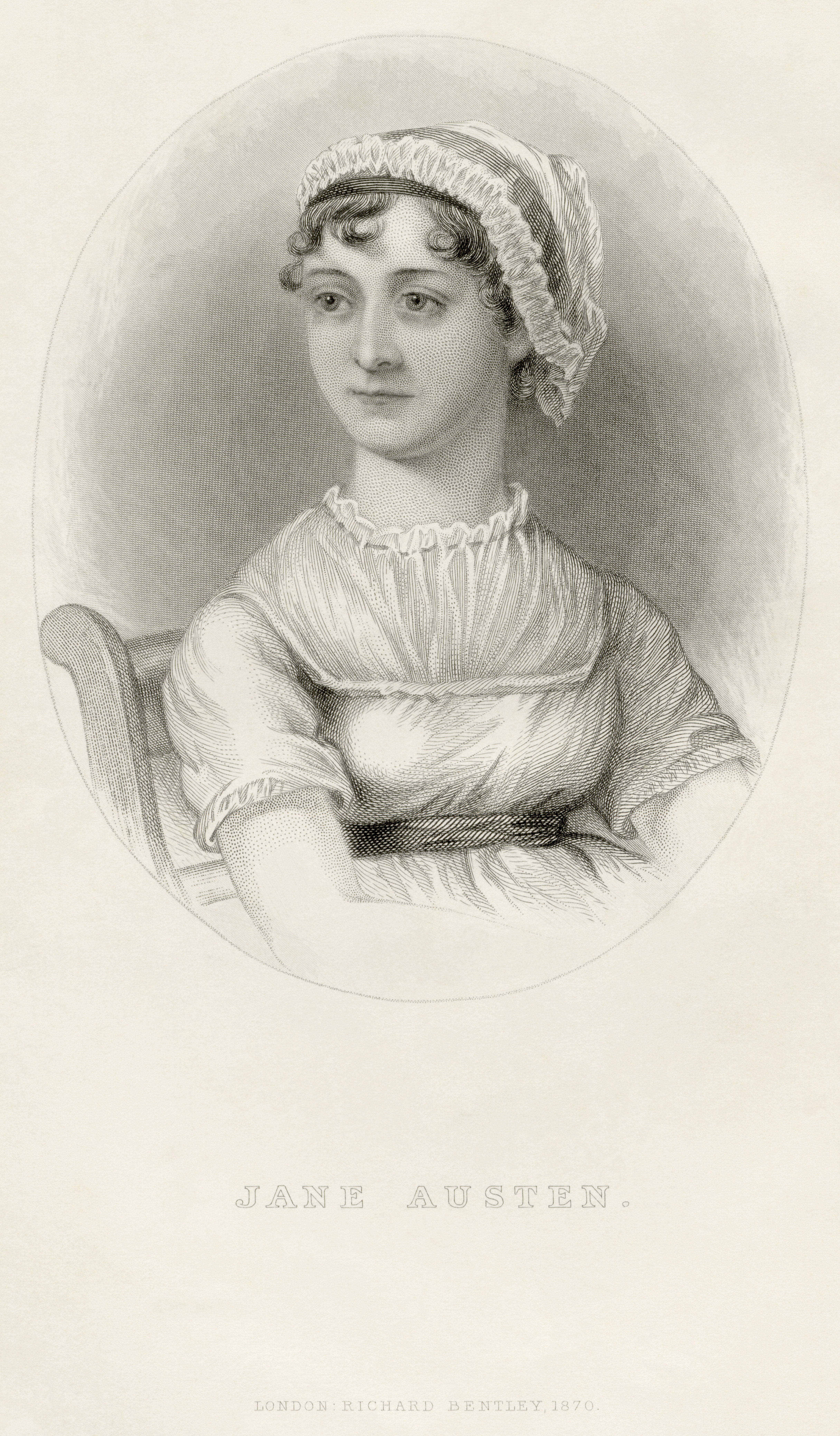
珍·奧斯汀水粉画像

|  | Becoming a woman. Becoming a legend. |

|  | Jane Austen's Greatest Love Story Was Her Own. |

|  | What value will there ever be in life, if we are not together? |

|  | Between sense and sensibility and pride and prejudice was a life worth writing about. |

## 演員表
- 安妮·海瑟薇 飾 珍·奧斯汀
- 詹姆斯·麥艾維 飾 湯瑪斯·李佛洛伊（Thomas Lefroy）
- 詹姆斯·克伦威尔 飾喬治·奧斯汀先生（Mr. George Austen）
- 茱莉·華特絲 飾 卡珊卓拉·奧斯汀夫人（Mrs. Cassandra Austen）
- 喬·安德森（英语：Joseph Anderson (disambiguation)） 飾 亨利·奧斯汀（Henry Austen）
- 瑪姬·史密斯 飾 葛雷善夫人（Lady Gresham）
- 露西·科胡（英语：Lucy Cohu）飾 愛麗莎·德·傅伊利德（Eliza de Feuillide）
- 勞倫斯·福克斯飾 衛斯理先生（Mr. Wisley）
- 安娜·麦克西维尔·马丁（英语：Anna Maxwell Martin） 飾 卡珊卓拉·奧斯汀（Cassandra Austen）
- 萊奧·比爾（英语：Leo Bill） 飾 約翰·華倫（John Warren）
- 洁西卡·艾许华斯（Jessica Ashworth） 飾 露西·李佛洛伊（Lucy Lefroy）
- 克里斯多福・麥克哈倫（英语：Christopher McHallem） 飾 柯蒂斯先生（Mr. Curtis）
- 伊恩·理查森（英语：Ian Richardson）飾 蘭羅伊斯法官（Judge Langlois）
- 索菲·瓦瓦塞尔（英语：Sophie Vavasseur） 飾 珍·李佛洛伊（Jane Lefroy）

## 外部連結
- 互联网电影数据库（IMDb）上《珍奧斯汀少女日記》的资料（英文）
- AllMovie上《珍奧斯汀少女日記》的资料（英文）
- 爛番茄上《珍奧斯汀少女日記》的資料（英文）
- Metacritic上《珍奧斯汀少女日記》的資料（英文）
- Box Office Mojo上《珍奧斯汀少女日記》的資料（英文）